# Mars 2011 en sport
Cette page concerne l'actualité sportive du mois de mars 2011

## Faits marquants

### Mardi1ermars
- Ski de fond : Championnats du monde de ski nordique à Oslo, Norvège. Le Finlandais Matti Heikkinen remporte l'épreuve du 15 km classique[10].

### Mercredi2 mars
- Ski de fond : Championnats du monde de ski nordique à Oslo, Norvège :
  - Le sprint par équipe est remporté par le Canada chez les hommes[11] et par la Suède chez les femmes[12].
  - Jason Lamy-Chappuis s'adjuge le combiné nordique (grand tremplin)[13].

### Jeudi3 mars
- Biathlon : Championnats du monde à Khanty-Mansiïsk, Russie. La Norvège s'impose dans le relais mixte[14].
- Ski de fond : Championnats du monde de ski nordique à Oslo, Norvège. À domicile, les Norvégiennes sont championnes du monde du relais 4 × 5 km[15].

### Dimanche6 mars
- Biathlon : Championnats du monde à Khanty-Mansiïsk, Russie. Le Français Martin Fourcade s'impose dans la poursuite masculine[16].

### Samedi12 mars
- rugby à XV : les Italiens battent les Français pour la première fois dans l'histoire du Tournoi. Longtemps menée au score, la sélection italienne renverse la vapeur à la 75e minute grâce à une pénalité de Mirco Bergamasco qui offre la victoire 22 à 21 à son équipe[17].

### Samedi19 mars
- rugby à XV : l'Angleterre, battue par l'Irlande lors de la dernière journée du Tournoi remporte la compétition mais ne manque le Grand Chelem[18]. Par ailleurs, l'Angleterre réalise le triplé puisque les femmes et les moins de 20 ans remporte également leur Tournoi.

### Dimanche20 mars
- rugby à XV : Gloucester remporte la coupe anglo-galloise en battant en finale 34-7 les Newcastle Falcons. Après deux finales perdues en 2009 et 2010, le club de Gloucester remporte cette troisième finale consécutive[19].

### Dimanche27 mars
- rugby à XV :
  - les Crusaders ne disposant plus de stade en raison du tremblement de terre survenu le 22 février, les matchs à domiciles du Super 15 sont tous relocalisés. La rencontre contre les Sharks est joué au Stade de Twickenham à Londres, un e première dans l'histoire de la compétition. Une partie des recettes est reversée à la ville de Christchurch[20]. Les Crusaders gagnent la rencontre 44 à 28 lors d'un festival offensif avec neuf essais marqués[21].
  - la Nouvelle-Zélande remporte la cinquième étape des IRB Sevens World Series qui se déroule à Hong Kong. Les Néo-Zélandais battent les Anglais en finale sur le score de 29 à 12, prenant seuls la tête du classement général[22].

### Mercredi30 mars
- rugby à XV : le comité d'organisation de la Coupe du monde et la fédération néo-zélandaise de rugby à XV annoncent qu'aucun match ne sera disputé à l'AMI Stadium de Christchurch en raison des dégâts causés par le tremblement de terre du 22 février et de l'incertitude à rétablir à temps les infrastructures nécessaires au bon déroulement de la compétition. Les cinq rencontres de poules initialement prévues sont toutes relocalisées dans les autres stades[23].